# Veritatis splendor

Wappen Johannes Paul II.

Veritatis splendor („der Glanz der Wahrheit“) vom 6. August 1993 ist die zehnte Enzyklika des Papstes Johannes Paul II. Sie trägt den Untertitel: An alle Bischöfe der Katholischen Kirche – über einige grundlegende Fragen der kirchlichen Morallehre. Anhand ausgewählter Stellen aus der Heiligen Schrift werden die Zusammenhänge zwischen Christus, der Kirche und dem sittlich Guten im Blick auf das Leben der Menschen geklärt.

## Erstes Kapitel
Meister, was muss ich Gutes tun? – Christus und die Antwort auf die moralische Frage
Mit der Stelle Mt 19,16  (Meister, was muss ich Gutes tun, um das ewige Leben zu erlangen?) wird Christus selbst als die Antwort auf die moralische Frage des Menschen vorgestellt und mit der Zusage Jesu Christi von seiner bleibenden Gegenwart (Seid gewiss: Ich bin bei euch alle Tage bis zum Ende der Welt, Mt 28,20 ) bekräftigt.

## Zweites Kapitel
Gleicht euch nicht der Denkweise dieser Welt an! (Röm 12, 2) – Die Kirche und die Beurteilung einiger Tendenzen heutiger Moraltheologie
Mit ganz unterschiedlichen Bibelstellen wird im zweiten Kapitel die paulinische Aufforderung an die Christen von Rom, sich nicht „der Denkweise dieser Welt“ anzugleichen (Röm 12,2 ), untermauert und die Rolle der Kirche in der Beurteilung einiger Tendenzen heutiger Moraltheologie herausgearbeitet. Das Verhältnis von Freiheit und Gesetz, Gewissen und Wahrheit, Grundentscheidung und konkrete Verhaltensweisen im Blick auf die sittliche Handlung sind die einzelnen Schritte dieses Abschnitts, der wiederum mit einem Gedanken aus dem Römerbrief (Röm 3,8 ) schließt, dass man nicht Böses tun dürfe mit der Begründung, dass dadurch Gutes entstünde.

## Drittes Kapitel
Damit das Kreuz Christi nicht um seine Kraft gebracht wird (1 Kor 1, 17) – Das sittlich Gute für das Leben der Kirche und der Welt
Diese Klärungen seien vor allem deshalb notwendig, damit das Kreuz nicht um seine Kraft gebracht werde (1 Kor 1,17 ).  Zur Freiheit hat uns Christus befreit (Gal 5,1 ), aber um im Licht zu wandeln und das sittlich Gute zu tun.  Am Ende dieses Kapitels stellt der Papst den Bischöfen ihre Verantwortlichkeit vor Augen.